# Municipio de Marlborough
El municipio de Marlborough  (en inglés: Marlborough Township) es un municipio ubicado en el condado de Montgomery en el estado estadounidense de Pensilvania. En el año 2000 tenía una población de 3.104 habitantes y una densidad poblacional de 95,6 personas por km².

## Geografía
El municipio de Marlborough se encuentra ubicado en las coordenadas 40°23′00″N 75°25′59″O / 40.38333, -75.43306.

## Demografía
Según la Oficina del Censo en 2000 los ingresos medios por hogar en la localidad eran de $60,170 y los ingresos medios por familia eran $68,750. Los hombres tenían unos ingresos medios de $47,188 frente a los $31,667 para las mujeres. La renta per cápita para la localidad era de $26,273. Alrededor del 2,3% de la población estaban por debajo del umbral de pobreza.